# Buddelundiella armata
Espèce
Buddelundiella armata est une espèce d'isopodes de la famille des Buddelundiellidae.